# لنرد چیس

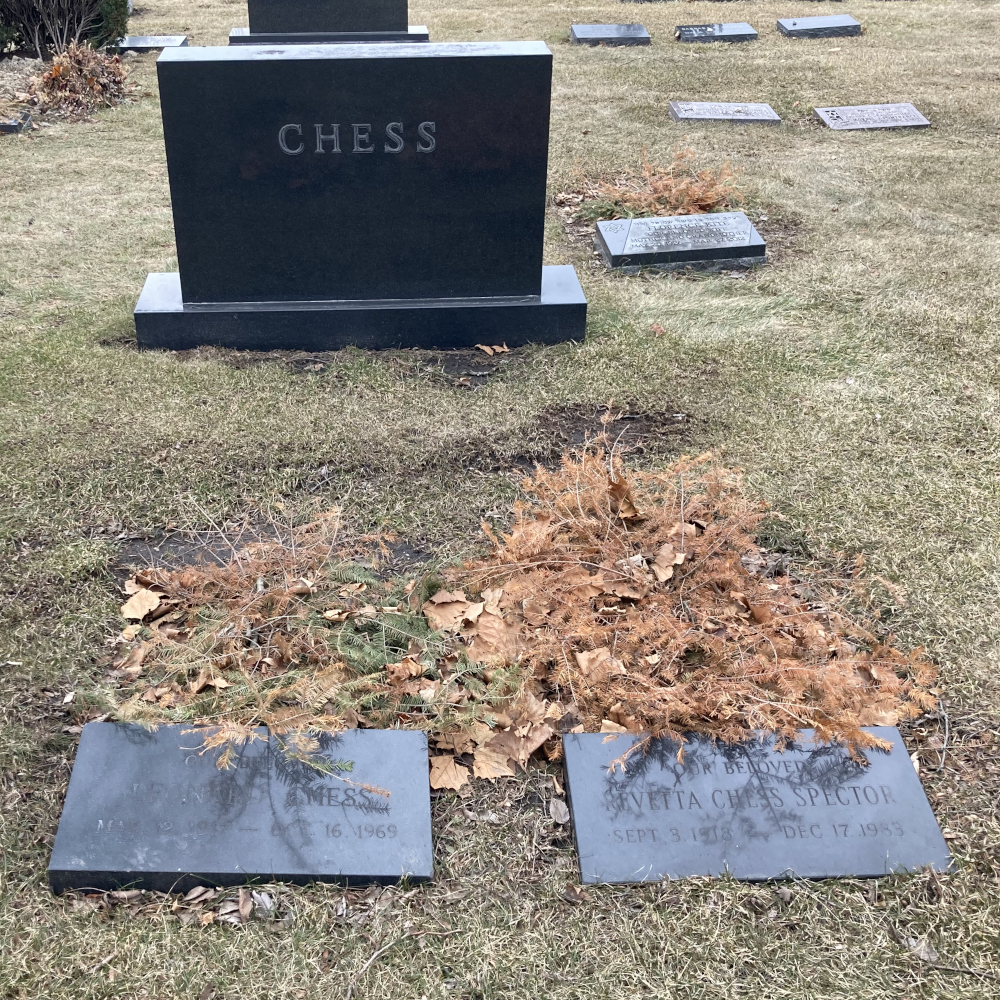
نمایی از سنگ‌مزار لنرد چیس - ۲۰۲۲

لنرد چیس (انگلیسی: Leonard Chess؛ ۱۲ مارس ۱۹۱۷ – ۱۶ اکتبر ۱۹۶۹) یک تهیه‌کننده موسیقی اهل ایالات متحده آمریکا بود.